# Alaus umbonatus
Alaus umbonatus is een keversoort uit de familie kniptorren (Elateridae). De wetenschappelijke naam van de soort is voor het eerst geldig gepubliceerd in 1963 door Van Zwaluwenburg.